# Campeonato de Primera División C 1967 (Argentina)
El Campeonato de Primera División C 1967 fue la trigésima tercera temporada del certamen de la tercera categoría del fútbol argentino. Se disputó entre el 25 de marzo y el 4 de noviembre de 1967.
El único nuevo participante fue Luz y Fuerza, campeón de la Primera D 1966, mientras que respecto al año anterior no estaba Estudiantes de Buenos Aires, que había ascendido tras consagrarse campeón y General Mitre, que se había desafiliado.
El certamen no consagró ningún campeón ya que tanto los ascensos como los descensos fueron definidos en Torneos Reclasificatorios. El único equipo que logró el ascenso fue Liniers, que de esta manera llegó por primera vez en su historia a la Primera B.

## Ascensos y descensos
| Pos. | Ascendido de la Primera C 1966 |
| ---- | ------------------------------ |
| 1º   | Estudiantes (BA)               |

| Desafiliado   |
| ------------- |
| General Mitre |

| \| Pos. \| Ascendido de la Primera Aficionados 1966 \| \| ---- \| ---------------------------------------- \| \| 1º \| Luz y Fuerza \| |                                          |
| Pos. | Ascendido de la Primera Aficionados 1966 |
| 1º | Luz y Fuerza                             |

## Formato
Los equipos se dividieron en dos zonas, enfrentándose en cada una bajo el sistema de todos contra todos a dos ruedas.
Los dos equipos con mayor puntaje se clasificaron a un Torneo Reclasificatorio con equipos de la Primera B para obtener el ascenso.
Los equipos que finalizaron entre el 3° y el 6° puesto de cada zona clasificaron a un Torneo Promocional, que no otorgaba ni ascensos ni descensos.
Por último, los equipos que finalizaron en la 7ª posición o debajo de ella debieron disputar un Torneo Reclasificatorio para mantener la categoría.

## Equipos participantes
| Equipo                   | Ciudad            | Estadio                     |
| ------------------------ | ----------------- | --------------------------- |
| Arsenal de Llavallol     | Llavallol         | Arsenal de Llavallol        |
| Barracas Central         | Buenos Aires      | Olavarría y Luna            |
| Brown de Adrogué         | Adrogué           | Brown de Adrogué            |
| Colegiales               | Munro             | Malaver y Posadas           |
| Comunicaciones           | Buenos Aires      | Comunicaciones              |
| Defensores de Cambaceres | Ensenada          | Camino Rivadavia y Quintana |
| Deportivo Riestra        | Buenos Aires      | Riestra y Lacarra           |
| Fénix                    | Buenos Aires      | Concepción Arenal           |
| Flandria                 | Jáuregui          | Carlos V                    |
| J.J. Urquiza             | Caseros           | Kelsey y Bonifacini         |
| Leandro N. Alem          | General Rodríguez | Leandro N. Alem             |
| Liniers                  | Ciudadela         | Gaona y General Paz         |
| Luján                    | Luján             | Municipal de Luján          |
| Luz y Fuerza             | Ituzaingó         | Luz y Fuerza                |
| Porteño AC               | General Rodríguez | No posee                    |
| Sacachispas              | Buenos Aires      | Lacarra y Barros Pazos      |
| Sportivo Palermo         | Villa Lynch       | Sportivo Palermo            |

### Distribución geográfica de los equipos
| Región                                   | Cant. | Equipos                                                                                                   |
| ---------------------------------------- | ----- | --- |
| Conurbano bonaerense                     | 7     | Arsenal de Llavallol, Brown de Adrogué, Colegiales, J.J Urquiza, Liniers, Luz y Fuerza y Sportivo Palermo |
| Ciudad de Buenos Aires                   | 5     | Barracas Central, Comunicaciones, Deportivo Riestra, Fénix y Sacachispas                                  |
| Interior de la provincia de Buenos Aires | 4     | Flandria, Leandro N. Alem, Luján y Porteño AC                                                             |
| Gran La Plata                            | 1     | Defensores de Cambaceres                                                                                  |

## Tabla de posiciones

### Zona A
| Pos. | Equipo           | Pts. | PJ | PG | PE | PP | GF | GC | Dif. |
| ---- | ---------------- | ---- | -- | -- | -- | -- | -- | -- | ---- |
| 1.º  | Liniers          | 23   | 16 | 9  | 5  | 2  | 44 | 15 | 29   |
| 2.º  | Flandria         | 23   | 16 | 10 | 3  | 3  | 42 | 32 | 10   |
| 3.º  | J.J. Urquiza     | 22   | 16 | 9  | 4  | 3  | 32 | 18 | 14   |
| 4.º  | Leandro N. Alem  | 17   | 16 | 6  | 5  | 5  | 24 | 20 | 4    |
| 5.º  | Colegiales       | 16   | 16 | 4  | 8  | 4  | 23 | 28 | −5   |
| 6.º  | Sportivo Palermo | 15   | 16 | 5  | 5  | 6  | 18 | 23 | −5   |
| 7.º  | Luján            | 13   | 16 | 4  | 5  | 7  | 21 | 29 | −8   |
| 8.º  | Porteño AC       | 9    | 16 | 2  | 5  | 9  | 13 | 30 | −17  |
| 9.º  | Luz y Fuerza     | 6    | 16 | 1  | 4  | 11 | 16 | 38 | −22  |

|  | Clasificó al Torneo Reclasificatorio para ascender a la Primera B                |
|  | Disputó el Torneo Promocional                                                    |
|  | Debió disputar el Torneo Reclasificatorio para evitar el descenso a la Primera D |

### Zona B
| Pos. | Equipo                   | Pts. | PJ | PG | PE | PP | GF | GC | Dif. |
| ---- | ------------------------ | ---- | -- | -- | -- | -- | -- | -- | ---- |
| 1.º  | Comunicaciones           | 24   | 14 | 12 | 0  | 2  | 30 | 8  | 22   |
| 2.º  | Arsenal de Llavallol     | 19   | 14 | 9  | 1  | 4  | 27 | 18 | 9    |
| 3.º  | Defensores de Cambaceres | 18   | 14 | 8  | 2  | 4  | 25 | 12 | 13   |
| 4.º  | Deportivo Riestra        | 15   | 14 | 6  | 3  | 5  | 21 | 18 | 3    |
| 5.º  | Fénix                    | 15   | 14 | 6  | 3  | 5  | 16 | 16 | 0    |
| 6.º  | Barracas Central         | 11   | 14 | 4  | 3  | 7  | 20 | 31 | −11  |
| 7.º  | Sacachispas              | 6    | 14 | 1  | 4  | 9  | 13 | 31 | −18  |
| 8.º  | Brown de Adrogué         | 4    | 14 | 2  | 0  | 12 | 9  | 27 | −18  |

|  | Clasificó al Torneo Reclasificatorio para ascender a la Primera B                |
|  | Disputó el Torneo Promocional                                                    |
|  | Debió disputar el Torneo Reclasificatorio para evitar el descenso a la Primera D |

## Resultados

### Zona A
| Colegiales      | 1 - 0 | Sportivo Palermo | Malaver y Posadas   | 25 de marzo |
| Liniers         | 4 - 0 | Luján            | Gaona y General Paz | 25 de marzo |
| Flandria        | 3 - 1 | Luz y Fuerza     | Carlos V            | 26 de marzo |
| Leandro N. Alem | 3 - 1 | Porteño AC       | Leandro N. Alem     | 26 de marzo |

| Luján            | 0 - 3 | Leandro N. Alem | Municipal de Luján | 1 de abril |
| Luz y Fuerza     | 2 - 3 | J.J. Urquiza    | Luz y Fuerza       | 1 de abril |
| Sportivo Palermo | 0 - 2 | Liniers         | Sportivo Palermo   | 1 de abril |
| Porteño AC       | 1 - 3 | Flandria        | Leandro N. Alem    | 2 de abril |

| J.J. Urquiza    | 1 - 0 | Porteño AC       | Kelsey y Bonifacini | 8 de abril |
| Liniers         | 5 - 1 | Colegiales       | Gaona y General Paz | 8 de abril |
| Flandria        | 4 - 2 | Luján            | Carlos V            | 9 de abril |
| Leandro N. Alem | 2 - 1 | Sportivo Palermo | Leandro N. Alem     | 9 de abril |

| Colegiales       | 2 - 2 | Leandro N. Alem | Malaver y Posadas  | 15 de abril |
| Luján            | 1 - 0 | J.J. Urquiza    | Municipal de Luján | 15 de abril |
| Sportivo Palermo | 2 - 1 | Flandria        | Sportivo Palermo   | 15 de abril |
| Porteño AC       | 3 - 0 | Luz y Fuerza    | Leandro N. Alem    | 16 de abril |

| J.J. Urquiza    | 1 - 1 | Sportivo Palermo | Kelsey y Bonifacini | 22 de abril |
| Luz y Fuerza    | 2 - 3 | Luján            | Luz y Fuerza        | 22 de abril |
| Flandria        | 2 - 2 | Colegiales       | Carlos V            | 23 de abril |
| Leandro N. Alem | 0 - 0 | Liniers          | Leandro N. Alem     | 23 de abril |

| Colegiales       | 1 - 1  | J.J. Urquiza | Malaver y Posadas   | 29 de abril |
| Liniers          | 10 - 2 | Flandria     | Gaona y General Paz | 29 de abril |
| Luján            | 4 - 0  | Porteño AC   | Municipal de Luján  | 29 de abril |
| Sportivo Palermo | 2 - 0  | Luz y Fuerza | Sportivo Palermo    | 29 de abril |

| J.J. Urquiza | 0 - 0 | Liniers          | Kelsey y Bonifacini | 6 de mayo |
| Luz y Fuerza | 2 - 2 | Colegiales       | Luz y Fuerza        | 6 de mayo |
| Flandria     | 1 - 0 | Leandro N. Alem  | Carlos V            | 7 de mayo |
| Porteño AC   | 1 - 1 | Sportivo Palermo | Leandro N. Alem     | 7 de mayo |

| Colegiales       | 0 - 1 | Porteño AC   | Malaver y Posadas   | 13 de mayo |
| Liniers          | 2 - 1 | Luz y Fuerza | Gaona y General Paz | 13 de mayo |
| Sportivo Palermo | 1 - 1 | Luján        | Sportivo Palermo    | 13 de mayo |
| Leandro N. Alem  | 1 - 2 | J.J. Urquiza | Leandro N. Alem     | 14 de mayo |

| J.J. Urquiza | 4 - 2 | Flandria        | Kelsey y Bonifacini | 20 de mayo |
| Luján        | 0 - 0 | Colegiales      | Municipal de Luján  | 20 de mayo |
| Luz y Fuerza | 0 - 1 | Leandro N. Alem | Luz y Fuerza        | 20 de mayo |
| Porteño AC   | 1 - 1 | Liniers         | Leandro N. Alem     | 21 de mayo |

| Luján            | 3 - 1 | Liniers         | Municipal de Luján | 27 de mayo |
| Luz y Fuerza     | 1 - 1 | Flandria        | Luz y Fuerza       | 27 de mayo |
| Sportivo Palermo | 2 - 2 | Colegiales      | Sportivo Palermo   | 27 de mayo |
| Porteño AC       | 0 - 0 | Leandro N. Alem | Leandro N. Alem    | 28 de mayo |

| J.J. Urquiza    | 5 - 0 | Luz y Fuerza     | Kelsey y Bonifacini | 3 de junio |
| Liniers         | 1 - 2 | Sportivo Palermo | Gaona y General Paz | 3 de junio |
| Flandria        | 2 - 0 | Porteño AC       | Carlos V            | 4 de junio |
| Leandro N. Alem | 1 - 1 | Luján            | Leandro N. Alem     | 4 de junio |

| Colegiales       | 1 - 1 | Liniers         | Malaver y Posadas  | 10 de junio |
| Luján            | 1 - 2 | Flandria        | Municipal de Luján | 10 de junio |
| Sportivo Palermo | 0 - 2 | Leandro N. Alem | Sportivo Palermo   | 10 de junio |
| Porteño AC       | 1 - 3 | J.J. Urquiza    | Leandro N. Alem    | 11 de junio |

| Flandria        | 5 - 2 | Sportivo Palermo | Carlos V            | 17 de junio |
| J.J. Urquiza    | 5 - 1 | Luján            | Kelsey y Bonifacini | 17 de junio |
| Leandro N. Alem | 1 - 3 | Colegiales       | Leandro N. Alem     | 17 de junio |
| Luz y Fuerza    | 1 - 1 | Porteño AC       | Luz y Fuerza        | 17 de junio |

| Colegiales       | 2 - 5 | Flandria        | Malaver y Posadas   | 24 de junio |
| Liniers          | 4 - 2 | Leandro N. Alem | Gaona y General Paz | 24 de junio |
| Luján            | 2 - 3 | Luz y Fuerza    | Municipal de Luján  | 24 de junio |
| Sportivo Palermo | 1 - 4 | J.J. Urquiza    | Sportivo Palermo    | 24 de junio |

| Flandria     | 2 - 2 | Liniers          | Carlos V            | 1 de julio |
| J.J. Urquiza | 3 - 1 | Colegiales       | Kelsey y Bonifacini | 1 de julio |
| Luz y Fuerza | 0 - 2 | Sportivo Palermo | Luz y Fuerza        | 1 de julio |
| Porteño AC   | 2 - 2 | Luján            | Leandro N. Alem     | 1 de julio |

| Colegiales       | 2 - 2 | Luz y Fuerza | Malaver y Posadas   | 8 de julio |
| Leandro N. Alem  | 2 - 4 | Flandria     | Leandro N. Alem     | 8 de julio |
| Liniers          | 3 - 0 | J.J. Urquiza | Gaona y General Paz | 8 de julio |
| Sportivo Palermo | 1 - 0 | Porteño AC   | Sportivo Palermo    | 8 de julio |

| J.J. Urquiza | 0 - 0 | Leandro N. Alem  | Kelsey y Bonifacini | 15 de julio |
| Luján        | 0 - 0 | Sportivo Palermo | Municipal de Luján  | 15 de julio |
| Luz y Fuerza | 0 - 2 | Liniers          | Luz y Fuerza        | 15 de julio |
| Porteño AC   | 1 - 2 | Colegiales       | Leandro N. Alem     | 15 de julio |

| Colegiales      | 1 - 0 | Luján        | Malaver y Posadas   | 22 de julio |
| Flandria        | 3 - 0 | J.J. Urquiza | Carlos V            | 22 de julio |
| Leandro N. Alem | 4 - 1 | Luz y Fuerza | Leandro N. Alem     | 22 de julio |
| Liniers         | 6 - 0 | Porteño AC   | Gaona y General Paz | 22 de julio |

### Zona B
| Barracas Central  | 3 - 3 | Sacachispas              | Olavarría y Luna  | 25 de marzo |
| Brown de Adrogué  | 0 - 1 | Comunicaciones           | Brown de Adrogué  | 25 de marzo |
| Fénix             | 1 - 0 | Arsenal de Llavallol     | Concepción Arenal | 25 de marzo |
| Deportivo Riestra | 2 - 1 | Defensores de Cambaceres | Riestra y Lacarra | 25 de marzo |

| Deportivo Riestra        | 5 - 2 | Barracas Central | Riestra y Lacarra           | 1 de abril |
| Defensores de Cambaceres | 1 - 1 | Fénix            | Camino Rivadavia y Quintana | 1 de abril |
| Arsenal de Llavallol     | 2 - 0 | Brown de Adrogué | Arsenal de Llavallol        | 1 de abril |
| Comunicaciones           | 2 - 1 | Sacachispas      | Comunicaciones              | 1 de abril |

| Barracas Central | 0 - 4 | Comunicaciones           | Olavarría y Luna       | 8 de abril |
| Sacachispas      | 0 - 3 | Arsenal de Llavallol     | Lacarra y Barros Pazos | 8 de abril |
| Brown de Adrogué | 0 - 4 | Defensores de Cambaceres | Brown de Adrogué       | 8 de abril |
| Fénix            | 0 - 1 | Deportivo Riestra        | Concepción Arenal      | 8 de abril |

| Fénix                    | 5 - 1 | Barracas Central | Concepción Arenal           | 15 de abril |
| Deportivo Riestra        | 1 - 0 | Brown de Adrogué | Riestra y Lacarra           | 15 de abril |
| Defensores de Cambaceres | 2 - 0 | Sacachispas      | Camino Rivadavia y Quintana | 15 de abril |
| Arsenal de Llavallol     | 0 - 2 | Comunicaciones   | Arsenal de Llavallol        | 15 de abril |

| Barracas Central | 1 - 3 | Arsenal de Llavallol     | Olavarría y Luna       | 22 de abril |
| Comunicaciones   | 2 - 0 | Defensores de Cambaceres | Comunicaciones         | 22 de abril |
| Sacachispas      | 0 - 0 | Deportivo Riestra        | Lacarra y Barros Pazos | 22 de abril |
| Brown de Adrogué | 0 - 2 | Fénix                    | Brown de Adrogué       | 22 de abril |

| Brown de Adrogué         | 0 - 2 | Barracas Central     | Brown de Adrogué            | 29 de abril |
| Fénix                    | 1 - 0 | Sacachispas          | Concepción Arenal           | 29 de abril |
| Deportivo Riestra        | 0 - 2 | Comunicaciones       | Riestra y Lacarra           | 29 de abril |
| Defensores de Cambaceres | 0 - 1 | Arsenal de Llavallol | Camino Rivadavia y Quintana | 29 de abril |

| Barracas Central     | 0 - 0 | Defensores de Cambaceres | Olavarría y Luna       | 6 de mayo |
| Arsenal de Llavallol | 0 - 0 | Deportivo Riestra        | Arsenal de Llavallol   | 6 de mayo |
| Comunicaciones       | 5 - 0 | Fénix                    | Comunicaciones         | 6 de mayo |
| Sacachispas          | 3 - 2 | Brown de Adrogué         | Lacarra y Barros Pazos | 6 de mayo |

| Sacachispas              | 1 - 1 | Barracas Central  | Lacarra y Barros Pazos      | 13 de mayo |
| Comunicaciones           | 1 - 0 | Brown de Adrogué  | Comunicaciones              | 13 de mayo |
| Arsenal de Llavallol     | 3 - 1 | Fénix             | Arsenal de Llavallol        | 13 de mayo |
| Defensores de Cambaceres | 3 - 2 | Deportivo Riestra | Camino Rivadavia y Quintana | 13 de mayo |

| Barracas Central | 3 - 2 | Deportivo Riestra        | Olavarría y Luna       | 20 de mayo |
| Fénix            | 0 - 1 | Defensores de Cambaceres | Concepción Arenal      | 20 de mayo |
| Brown de Adrogué | 1 - 3 | Arsenal de Llavallol     | Brown de Adrogué       | 20 de mayo |
| Sacachispas      | 1 - 4 | Comunicaciones           | Lacarra y Barros Pazos | 20 de mayo |

| Comunicaciones           | 2 - 0 | Barracas Central | Comunicaciones              | 27 de mayo |
| Arsenal de Llavallol     | 3 - 1 | Sacachispas      | Arsenal de Llavallol        | 27 de mayo |
| Defensores de Cambaceres | 3 - 1 | Brown de Adrogué | Camino Rivadavia y Quintana | 27 de mayo |
| Deportivo Riestra        | 0 - 0 | Fénix            | Riestra y Lacarra           | 27 de mayo |

| Barracas Central | 2 - 0 | Fénix                    | Olavarría y Luna       | 3 de junio |
| Brown de Adrogué | 3 - 1 | Deportivo Riestra        | Brown de Adrogué       | 3 de junio |
| Sacachispas      | 2 - 6 | Defensores de Cambaceres | Lacarra y Barros Pazos | 3 de junio |
| Comunicaciones   | 2 - 3 | Arsenal de Llavallol     | Comunicaciones         | 3 de junio |

| Arsenal de Llavallol     | 4 - 3 | Barracas Central | Arsenal de Llavallol        | 10 de junio |
| Defensores de Cambaceres | 0 - 1 | Comunicaciones   | Camino Rivadavia y Quintana | 10 de junio |
| Deportivo Riestra        | 3 - 1 | Sacachispas      | Riestra y Lacarra           | 10 de junio |
| Fénix                    | 2 - 1 | Brown de Adrogué | Concepción Arenal           | 10 de junio |

| Barracas Central     | 2 - 0 | Brown de Adrogué         | Olavarría y Luna       | 17 de junio |
| Sacachispas          | 0 - 0 | Fénix                    | Lacarra y Barros Pazos | 17 de junio |
| Comunicaciones       | 1 - 0 | Deportivo Riestra        | Comunicaciones         | 17 de junio |
| Arsenal de Llavallol | 0 - 2 | Defensores de Cambaceres | Arsenal de Llavallol   | 17 de junio |

| Defensores de Cambaceres | 2 - 0 | Barracas Central     | Camino Rivadavia y Quintana | 24 de junio |
| Deportivo Riestra        | 4 - 2 | Arsenal de Llavallol | Riestra y Lacarra           | 24 de junio |
| Fénix                    | 3 - 1 | Comunicaciones       | Concepción Arenal           | 24 de junio |
| Brown de Adrogué         | 1 - 0 | Sacachispas          | Brown de Adrogué            | 24 de junio |

## Torneo de Reclasificación de Primera B

### Tabla de posiciones
| Pos. | Equipo               | Pts. | PJ | PG | PE | PP | GF | GC | Dif. |
| ---- | -------------------- | ---- | -- | -- | -- | -- | -- | -- | ---- |
| 1.º  | All Boys             | 24   | 18 | 8  | 8  | 2  | 31 | 14 | 17   |
| 2.º  | Comunicaciones       | 23   | 18 | 10 | 3  | 5  | 36 | 19 | 17   |
| 3.º  | Liniers              | 23   | 18 | 8  | 7  | 3  | 30 | 15 | 15   |
| 4.º  | San Telmo            | 23   | 18 | 7  | 9  | 2  | 32 | 18 | 14   |
| 5.º  | Nueva Chicago        | 22   | 18 | 9  | 4  | 5  | 39 | 21 | 18   |
| 6.º  | Talleres (RE)        | 22   | 18 | 9  | 4  | 5  | 30 | 19 | 11   |
| 7.º  | Central Córdoba (R)  | 17   | 18 | 4  | 9  | 5  | 25 | 25 | 0    |
| 8.º  | Flandria             | 12   | 18 | 4  | 4  | 10 | 24 | 44 | −20  |
| 9.º  | El Porvenir          | 10   | 18 | 1  | 8  | 9  | 10 | 40 | −30  |
| 10.º | Arsenal de Llavallol | 4    | 18 | 1  | 2  | 15 | 16 | 58 | −42  |

|  | Permaneció en la Primera B |
|  | Permaneció en la Primera C |
|  | Ascendió a la Primera B    |
|  | Descendió a la Primera C   |

### Resultados
| Comunicaciones       | 2 - 0 | Talleres (RE) | Comunicaciones       | 12 de agosto |
| Arsenal de Llavallol | 2 - 4 | Liniers       | Arsenal de Llavallol | 12 de agosto |
| All Boys             | 2 - 1 | Nueva Chicago | All Boys             | 12 de agosto |
| Central Córdoba (R)  | 1 - 1 | El Porvenir   | Central Córdoba (R)  | 12 de agosto |
| Flandria             | 0 - 2 | San Telmo     | Carlos V             | 13 de agosto |

| Central Córdoba (R) | 1 - 0 | Comunicaciones       | Central Córdoba (R) | 19 de agosto |
| El Porvenir         | 1 - 2 | Flandria             | La Estancia         | 19 de agosto |
| San Telmo           | 0 - 0 | All Boys             | Isla Maciel         | 19 de agosto |
| Nueva Chicago       | 2 - 0 | Arsenal de Llavallol | Nueva Chicago       | 19 de agosto |
| Liniers             | 3 - 1 | Talleres (RE)        | Gaona y General Paz | 19 de agosto |

| Comunicaciones       | 0 - 0 | Liniers             | Comunicaciones   | 2 de septiembre |
| Talleres (RE)        | 0 - 1 | Nueva Chicago       | Timote y Castro  | 2 de septiembre |
| Arsenal de Llavallol | 2 - 4 | San Telmo           | Alfredo Beranger | 2 de septiembre |
| All Boys             | 0 - 1 | El Porvenir         | All Boys         | 2 de septiembre |
| Flandria             | 1 - 1 | Central Córdoba (R) | Carlos V         | 3 de septiembre |

| Flandria            | 3 - 1 | Comunicaciones       | Carlos V            | 9 de septiembre |
| Central Córdoba (R) | 0 - 0 | All Boys             | Central Córdoba (R) | 9 de septiembre |
| El Porvenir         | 1 - 1 | Arsenal de Llavallol | La Estancia         | 9 de septiembre |
| San Telmo           | 1 - 1 | Talleres (RE)        | Isla Maciel         | 9 de septiembre |
| Nueva Chicago       | 1 - 0 | Liniers              | Nueva Chicago       | 9 de septiembre |

| Comunicaciones       | 5 - 1 | Nueva Chicago       | Comunicaciones      | 16 de septiembre |
| Liniers              | 1 - 1 | San Telmo           | Gaona y General Paz | 16 de septiembre |
| Talleres (RE)        | 2 - 1 | El Porvenir         | Timote y Castro     | 16 de septiembre |
| Arsenal de Llavallol | 1 - 4 | Central Córdoba (R) | Tres de Febrero     | 16 de septiembre |
| All Boys             | 3 - 1 | Flandria            | All Boys            | 16 de septiembre |

| All Boys            | 1 - 1 | Comunicaciones       | All Boys            | 23 de septiembre |
| Central Córdoba (R) | 2 - 3 | Talleres (RE)        | Central Córdoba (R) | 23 de septiembre |
| El Porvenir         | 0 - 0 | Liniers              | La Estancia         | 23 de septiembre |
| San Telmo           | 0 - 1 | Nueva Chicago        | Isla Maciel         | 23 de septiembre |
| Flandria            | 3 - 0 | Arsenal de Llavallol | Carlos V            | 24 de septiembre |

| Comunicaciones       | 2 - 3 | San Telmo           | Comunicaciones      | 7 de octubre  |
| Nueva Chicago        | 1 - 1 | El Porvenir         | Nueva Chicago       | 7 de octubre  |
| Talleres (RE)        | 2 - 1 | Flandria            | Timote y Castro     | 7 de octubre  |
| Liniers              | 3 - 3 | Central Córdoba (R) | Gaona y General Paz | 21 de octubre |
| Arsenal de Llavallol | 1 - 3 | All Boys            | La Bombonera        | 21 de octubre |

| All Boys             | 1 - 1 | Talleres (RE)  | All Boys            | 14 de octubre   |
| Central Córdoba (R)  | 3 - 3 | Nueva Chicago  | Central Córdoba (R) | 14 de octubre   |
| El Porvenir          | 1 - 1 | San Telmo      | La Estancia         | 21 de octubre   |
| Flandria             | 1 - 2 | Liniers        | Carlos V            | 1 de noviembre  |
| Arsenal de Llavallol | 1 - 4 | Comunicaciones | Concepción Arenal   | 15 de noviembre |

| Comunicaciones | 3 - 0 | El Porvenir          | Comunicaciones      | 28 de octubre |
| San Telmo      | 1 - 1 | Central Córdoba (R)  | Isla Maciel         | 28 de octubre |
| Nueva Chicago  | 0 - 0 | Flandria             | Nueva Chicago       | 28 de octubre |
| Liniers        | 0 - 2 | All Boys             | Gaona y General Paz | 28 de octubre |
| Talleres (RE)  | 2 - 0 | Arsenal de Llavallol | Timote y Castro     | 28 de octubre |

| Talleres (RE) | 0 - 1 | Comunicaciones       | Timote y Castro     | 5 de noviembre |
| Liniers       | 3 - 1 | Arsenal de Llavallol | Gaona y General Paz | 5 de noviembre |
| Nueva Chicago | 0 - 2 | All Boys             | Nueva Chicago       | 5 de noviembre |
| San Telmo     | 2 - 2 | Flandria             | Isla Maciel         | 5 de noviembre |
| El Porvenir   | 0 - 0 | Central Córdoba (R)  | La Estancia         | 5 de noviembre |

| Comunicaciones       | 1 - 0 | Central Córdoba (R) | Comunicaciones   | 11 de noviembre |
| All Boys             | 2 - 2 | San Telmo           | All Boys         | 11 de noviembre |
| Arsenal de Llavallol | 1 - 4 | Nueva Chicago       | Francisco Urbano | 11 de noviembre |
| Talleres (RE)        | 2 - 1 | Liniers             | Timote y Castro  | 11 de noviembre |
| Flandria             | 4 - 1 | El Porvenir         | Carlos V         | 12 de noviembre |

| Liniers             | 1 - 0 | Comunicaciones       | Gaona y General Paz | 18 de noviembre |
| Nueva Chicago       | 3 - 2 | Talleres (RE)        | Nueva Chicago       | 18 de noviembre |
| San Telmo           | 2 - 0 | Arsenal de Llavallol | Isla Maciel         | 18 de noviembre |
| El Porvenir         | 1 - 1 | All Boys             | La Estancia         | 18 de noviembre |
| Central Córdoba (R) | 2 - 0 | Flandria             | Central Córdoba (R) | 18 de noviembre |

| Comunicaciones       | 3 - 1 | Flandria            | Comunicaciones      | 25 de noviembre |
| All Boys             | 2 - 1 | Central Córdoba (R) | All Boys            | 25 de noviembre |
| Arsenal de Llavallol | 0 - 0 | El Porvenir         | Ciudad de Lanús     | 25 de noviembre |
| Talleres (RE)        | 0 - 0 | San Telmo           | Timote y Castro     | 25 de noviembre |
| Liniers              | 1 - 0 | Nueva Chicago       | Gaona y General Paz | 25 de noviembre |

| Nueva Chicago       | 1 - 2 | Comunicaciones       | Nueva Chicago | 2 de diciembre |
| San Telmo           | 0 - 0 | Liniers              | Isla Maciel   | 2 de diciembre |
| El Porvenir         | 0 - 2 | Talleres (RE)        | La Estancia   | 2 de diciembre |
| Central Córdoba (R) | 3 - 0 | Arsenal de Llavallol | Arroyito      | 2 de diciembre |
| Flandria            | 1 - 6 | All Boys             | Carlos V      | 2 de diciembre |

| Comunicaciones       | 1 - 1 | All Boys            | Comunicaciones       | 9 de diciembre |
| Arsenal de Llavallol | 4 - 3 | Flandria            | Arsenal de Llavallol | 9 de diciembre |
| Talleres (RE)        | 2 - 0 | Central Córdoba (R) | Timote y Castro      | 9 de diciembre |
| Liniers              | 4 - 0 | El Porvenir         | Gaona y General Paz  | 9 de diciembre |
| Nueva Chicago        | 2 - 1 | San Telmo           | Nueva Chicago        | 9 de diciembre |

| San Telmo           | 3 - 2  | Comunicaciones       | Isla Maciel         | 16 de diciembre |
| El Porvenir         | 0 - 10 | Nueva Chicago        | La Estancia         | 16 de diciembre |
| Central Córdoba (R) | 1 - 1  | Liniers              | Central Córdoba (R) | 16 de diciembre |
| Flandria            | 1 - 1  | Talleres (RE)        | Carlos V            | 16 de diciembre |
| All Boys            | 5 - 0  | Arsenal de Llavallol | All Boys            | 16 de diciembre |

| Comunicaciones | 4 - 1 | Arsenal de Llavallol | Comunicaciones      | 23 de diciembre |
| Talleres (RE)  | 2 - 0 | All Boys             | Timote y Castro     | 23 de diciembre |
| Liniers        | 6 - 0 | Flandria             | Gaona y General Paz | 23 de diciembre |
| Nueva Chicago  | 1 - 1 | Central Córdoba (R)  | Nueva Chicago       | 23 de diciembre |
| San Telmo      | 4 - 0 | El Porvenir          | Isla Maciel         | 23 de diciembre |

| El Porvenir          | 1 - 4 | Comunicaciones | La Estancia                   | 30 de diciembre |
| Central Córdoba (R)  | 1 - 5 | San Telmo      | El Coliseo de Mitre y Puccini | 30 de diciembre |
| Flandria             | 0 - 7 | Nueva Chicago  | Carlos V                      | 30 de diciembre |
| All Boys             | 0 - 0 | Liniers        | All Boys                      | 30 de diciembre |
| Arsenal de Llavallol | 1 - 7 | Talleres (RE)  | Arsenal de Llavallol          | 30 de diciembre |

## Torneo Promocional

### Zona A

#### Tabla de posiciones
| Pos. | Equipo                   | Pts. | PJ | PG | PE | PP | GF | GC | Dif. |
| ---- | ------------------------ | ---- | -- | -- | -- | -- | -- | -- | ---- |
| 1.º  | Barracas Central         | 7    | 6  | 3  | 1  | 2  | 13 | 8  | 5    |
| 2.º  | Defensores de Cambaceres | 7    | 6  | 3  | 1  | 2  | 11 | 12 | −1   |
| 3.º  | Fénix                    | 6    | 6  | 2  | 2  | 2  | 7  | 6  | 1    |
| 4.º  | Deportivo Riestra        | 4    | 6  | 2  | 0  | 4  | 6  | 11 | −5   |

|  | Clasificó a las semifinales |

#### Resultados
| Fénix            | 3 - 1 | Defensores de Cambaceres | Concepción Arenal | 12 de agosto |
| Barracas Central | 1 - 2 | Deportivo Riestra        | Olavarría y Luna  | 12 de agosto |

| Deportivo Riestra        | 1 - 0 | Fénix            | Concepción Arenal           | 19 de agosto |
| Defensores de Cambaceres | 4 - 3 | Barracas Central | Camino Rivadavia y Quintana | 19 de agosto |

| Barracas Central         | 2 - 1 | Fénix             | Olavarría y Luna            | 2 de septiembre |
| Defensores de Cambaceres | 3 - 1 | Deportivo Riestra | Camino Rivadavia y Quintana | 2 de septiembre |

| Defensores de Cambaceres | 0 - 0 | Fénix            | Camino Rivadavia y Quintana | 9 de septiembre |
| Deportivo Riestra        | 0 - 2 | Barracas Central | Riestra y Lacarra           | 9 de septiembre |

| Fénix            | 2 - 1 | Deportivo Riestra        | Concepción Arenal | 16 de septiembre |
| Barracas Central | 4 - 0 | Defensores de Cambaceres | Olavarría y Luna  | 16 de septiembre |

| Fénix             | 1 - 1 | Barracas Central         | Concepción Arenal | 23 de septiembre |
| Deportivo Riestra | 1 - 3 | Defensores de Cambaceres | Riestra y Lacarra | 23 de septiembre |

### Zona B

#### Tabla de posiciones
| Pos. | Equipo           | Pts. | PJ | PG | PE | PP | GF | GC | Dif. |
| ---- | ---------------- | ---- | -- | -- | -- | -- | -- | -- | ---- |
| 1.º  | Colegiales       | 11   | 6  | 5  | 1  | 0  | 21 | 3  | 18   |
| 2.º  | J.J. Urquiza     | 8    | 6  | 4  | 0  | 2  | 11 | 9  | 2    |
| 3.º  | Leandro N. Alem  | 3    | 6  | 1  | 1  | 4  | 4  | 11 | −7   |
| 4.º  | Sportivo Palermo | 2    | 6  | 1  | 0  | 5  | 3  | 16 | −13  |

|  | Clasificó a las semifinales |

#### Resultados
| Colegiales       | 1 - 0 | J.J. Urquiza    | Malaver y Posadas | 12 de agosto |
| Sportivo Palermo | 0 - 1 | Leandro N. Alem | Sportivo Palermo  | 12 de agosto |

| J.J. Urquiza    | 3 - 0 | Sportivo Palermo | Kelsey y Bonifacini | 19 de agosto |
| Leandro N. Alem | 2 - 2 | Colegiales       | Leandro N. Alem     | 19 de agosto |

| Sportivo Palermo | 0 - 1 | Colegiales | Sportivo Palermo    | 2 de septiembre |
| J.J. Urquiza     | 1 - 6 | Colegiales | Kelsey y Bonifacini | 9 de septiembre |

| Leandro N. Alem  | 0 - 2 | Sportivo Palermo | Leandro N. Alem  | 9 de septiembre  |
| Sportivo Palermo | 1 - 4 | J.J. Urquiza     | Sportivo Palermo | 16 de septiembre |

| Colegiales | 4 - 0 | Leandro N. Alem  | Malaver y Posadas | 16 de septiembre |
| Colegiales | 7 - 0 | Sportivo Palermo | Malaver y Posadas | 23 de septiembre |

| Leandro N. Alem | 1 - 3   | J.J. Urquiza    | Leandro N. Alem     | 23 de septiembre |
| J.J. Urquiza    | GP - PP | Leandro N. Alem | Kelsey y Bonifacini | 2 de septiembre  |

### Semifinales
| J.J. Urquiza | 3 - 0 | Barracas Central | All Boys | 7 de octubre |

| Colegiales | 0 - 0 | Def. de Cambaceres | All Boys | 7 de octubre |

### Final
| Colegiales                            | 2 - 1 | J.J. Urquiza | All Boys | 21 de octubre |
| Colegiales ganó el Torneo Promocional |       |              |          |               |

## Torneo de Reclasificación de Primera C

### Tabla de posiciones
| Pos. | Equipo           | Pts. | PJ | PG | PE | PP | GF | GC | Dif. |
| ---- | ---------------- | ---- | -- | -- | -- | -- | -- | -- | ---- |
| 1.º  | Luz y Fuerza     | 11   | 8  | 5  | 1  | 2  | 15 | 9  | 6    |
| 2.º  | Brown de Adrogué | 9    | 8  | 3  | 3  | 2  | 13 | 6  | 7    |
| 3.º  | Porteño AC       | 9    | 8  | 4  | 1  | 3  | 9  | 9  | 0    |
| 4.º  | Luján            | 9    | 8  | 4  | 1  | 3  | 8  | 11 | −3   |
| 5.º  | Sacachispas      | 2    | 8  | 1  | 0  | 7  | 9  | 19 | −10  |

|  | Mantuvo la categoría     |
|  | Descendió a la Primera D |

### Resultados
| Sacachispas  | 0 - 2 | Brown de Adrogué | Lacarra y Barros Pazos | 12 de agosto |
| Luz y Fuerza | 2 - 0 | Luján            | Luz y Fuerza           | 12 de agosto |

| Brown de Adrogué | 1 - 2 | Porteño AC  | Brown de Adrogué   | 19 de agosto |
| Luján            | 3 - 1 | Sacachispas | Municipal de Luján | 19 de agosto |

| Porteño AC  | 0 - 1 | Luján        | Leandro N. Alem        | 2 de septiembre |
| Sacachispas | 1 - 2 | Luz y Fuerza | Lacarra y Barros Pazos | 2 de septiembre |

| Luján        | 0 - 0 | Brown de Adrogué | Municipal de Luján | 9 de septiembre |
| Luz y Fuerza | 1 - 2 | Porteño AC       | Luz y Fuerza       | 9 de septiembre |

| Brown de Adrogué | 1 - 1 | Luz y Fuerza | Brown de Adrogué | 16 de septiembre |
| Porteño AC       | 1 - 0 | Sacachispas  | Leandro N. Alem  | 16 de septiembre |

| Luján            | 2 - 0 | Luz y Fuerza | Municipal de Luján | 23 de septiembre |
| Brown de Adrogué | 2 - 1 | Sacachispas  | Brown de Adrogué   | 23 de septiembre |

| Sacachispas | 1 - 2 | Luján            | Lacarra y Barros Pazos | 7 de octubre |
| Porteño AC  | 0 - 0 | Brown de Adrogué | Leandro N. Alem        | 7 de octubre |

| Luz y Fuerza | 5 - 1 | Sacachispas | Luz y Fuerza       | 14 de octubre |
| Luján        | 0 - 1 | Porteño AC  | Municipal de Luján | 21 de octubre |

| Brown de Adrogué | 6 - 0 | Luján        | Brown de Adrogué | 28 de octubre |
| Porteño AC       | 1 - 2 | Luz y Fuerza | Leandro N. Alem  | 28 de octubre |

| Luz y Fuerza | 2 - 1 | Brown de Adrogué | Luz y Fuerza           | 4 de noviembre |
| Sacachispas  | 4 - 2 | Porteño AC       | Lacarra y Barros Pazos | 4 de noviembre |

## Goleadores[4]
| Pos. | Jugador              | Jugador              | Goles | Equipo      |
| ---- | -------------------- | -------------------- | ----- | ----------- |
| 1    | Bandera de Argentina | Rubén Ciavatta       | 16    | JJ. Urquiza |
| 2    | Bandera de Argentina | Isidoro Aranda       | 12    | Flandria    |
| 2    | Bandera de Argentina | Benito Calbanese     | 12    | Liniers     |
| 2    | Bandera de Argentina | Héctor Oscar Cordero | 12    | Flandria    |
| 3    | Bandera de Argentina | Julio César Sergnese | 10    | Cambaceres  |